# Rural Hall
Rural Hall is een plaats (town) in de Amerikaanse staat North Carolina, en valt bestuurlijk gezien onder Forsyth County.

## Demografie
Bij de volkstelling in 2000 werd het aantal inwoners vastgesteld op 2464.
In 2006 is het aantal inwoners door het United States Census Bureau geschat op 2621, een stijging van 157 (6,4%).

## Geografie
Volgens het United States Census Bureau beslaat de plaats een oppervlakte van
7,2 km², geheel bestaande uit land. Rural Hall ligt op ongeveer 287 m boven zeeniveau.

## Plaatsen in de nabije omgeving
De onderstaande figuur toont nabijgelegen plaatsen in een straal van 16 km rond Rural Hall.